# Der Tätowierer von Auschwitz: Die wahre Geschichte des Lale Sokolov
Der Tätowierer von Auschwitz ist ein Holocaust-Roman der neuseeländischen Schriftstellerin Heather Morris aus dem Jahr 2018. Das Buch erzählt die Geschichte, wie sich der 1942 in Auschwitz inhaftierte slowakische Jude Lale Sokolov in ein Mädchen verliebte, das er im Konzentrationslager tätowierte. Die Geschichte basiert auf dem wirklichen Leben von Sokolov und seiner Frau Gita Furman. Es gab gemischte Kritik an dem Buch. Einerseits wurde die fesselnde Geschichte des Romans, die auf realen Ereignissen basiert, gelobt, andererseits wurde angemerkt, dass die genannten sachlichen Ungenauigkeiten eine falsche Vorstellung über historische Ereignisse aufkommen lassen können. Diese Kritik kam hauptsächlich vom Auschwitz Memorial Research Center.
Bis Oktober 2019 hatte sich der Roman weltweit mehr als drei Millionen Mal verkauft. Im Jahr 2018 war das Buch der Bestseller der New York Times Nr. 1 und der internationale Bestseller Nr. 1.

## Hintergrund
Das Buch, das Morris’ Debütroman war, wurde ursprünglich als Drehbuch geschrieben. Morris wurde die Idee, die Geschichte von Lale Sokolov zu erzählen, von einem gemeinsamen Freund von ihr und Lales Sohn vorgeschlagen, nachdem Lales Frau Gita gestorben war. Morris traf sich drei Jahre lang mit Lale bis zu seinem Tod im Jahr 2006, um seine Geschichte über seine Zeit mit Gita in Auschwitz zu hören und sich Notizen für ihr Drehbuch zu machen. Während dieser Treffen mit Lale erzählte er Morris von dem Trauma, dem Schmerz und den Schuldgefühlen der Überlebenden.
Sechs Jahre nach dem ersten Treffen mit Lale schlug die Schwägerin von Morris vor, die Geschichte als Buch nieder zu schreiben.

## Handlung
Die Geschichte schildert aus der Perspektive von Lale Sokolov seine Reise als Häftling des Konzentrationslagers Auschwitz während des Zweiten Weltkriegs. Nachdem Lale mit anderen jüdischen Häftlingen auf einer mehrtägigen Reise in einem Viehzug gewaltsam nach Polen deportiert wurde, kommt er im Arbeitslager Auschwitz II-Birkenau an, wo er bereits in seiner ersten Nacht Zeuge wird, wie drei Männer von der SS getötet werden.
Lale gewöhnt sich an sein neues Leben als jüdischer Häftling und wird Zeuge davon, wie zahlreiche Mitgefangene durch Vergasungen sterben oder an Typhus erkranken. Während Lale selbst erkrankt, interessiert sich der derzeitige Tätowierer des Lagers, Pepan, für ihn und sorgt dafür, dass er sein Lehrling wird. Lale erträgt die Arbeit, neue Gefangene zu tätowieren, nur schwer, geht dieser jedoch nach, um sein weiteres Überleben zu ermöglichen.
Nach einiger Zeit tätowiert Lale ebenfalls eine schöne, junge Frau und verliebt sich auf den ersten Blick in sie. Nachdem Pepan von einem auf den anderen Tag verschwindet, wird Lale zum Haupttätowierer. Lale bittet den für ihn zuständigen SS-Offizier Baretski um einen Assistenten, so wie Pepan ihn gebeten hatte, sein Assistent zu werden. Baretski wählt einen jungen Gefangenen namens Leon aus.
Lale nutzt seine Beziehung zu Baretski, um mehr Privilegien innerhalb des Lagers zu erlangen. Er erbittet sich zudem, mit Gita, der Frau, in die er sich verliebt hatte, kommunizieren zu dürfen. Gita arbeitet in einem der Lagerhäuser des Lagers, in dem die beschlagnahmten Habseligkeiten der Gefangenen untergebracht sind. Sie und ihre Freundinnen schmuggeln nun häufig wertvolle Gegenstände wie Juwelen, Eheringe und Geld an Lale. Lale riskiert dann sein eigenes Leben, indem er die Wertgegenstände mit einem sympathischen deutschen Arbeiter, welcher jeden Tag ins Lager kommt, tauscht. Er erhält hierdurch Zugang zu Medikamenten und Kleidungsstücken, mit denen er leidenden Mitgefangenen zu helfen versucht. Während Gita zum Beispiel an Typhus erkrankt ist, besorgt Lale ihr Medizin.
Mit dem immer weiter fortschreitenden Vordringen der Roten Armee reagieren die SS-Offiziere zunehmend nervös und impulsiv. So werden nach und nach zahlreiche Lagerunterlagen vernichtet. Zudem werden viele Gefangene aus Auschwitz verlegt, darunter auch Gita. Als Lale von Gitas Verlegung mitbekommt, eilt er zu ihr, sodass sie ihm noch ihren Nachnamen Furman zurufen kann. Auch Lale wird verlegt und kommt zunächst nach Mauthausen in Österreich und bald darauf in ein anderes Lager in der Nähe von Wien. Lale entkommt durch ein Loch im Zaun aus dem Lager und muss, da er sowohl Deutsch als auch Russisch sprechen kann, nachdem er von russischen Soldaten gefunden wurde, in einem Chalet arbeiten, das als Hauptquartier für russische Soldaten dient. Jeden Tag wird er von einem russischen Soldaten in die Stadt eskortiert, um junge, attraktive deutsche Frauen für die abendlichen Partys im Chalet zu gewinnen. Er bezahlt sie mit Geld und Juwelen. Eines Tages wird ihm gesagt, dass seine Eskorte nicht mehr nötig ist und er alleine mit dem Auto in die Stadt fahren kann. Diese Chance nutzt er, um zu entkommen und sich auf den Weg in seine Heimatstadt zu machen. Dort findet er seine noch lebende Schwester vor, von der er erfährt, dass seine Eltern immer noch vermisst werden und dass sein älterer Bruder gestorben ist.
Inzwischen ist auch Gita mit drei polnischen Frauen von ihrem Transport entkommen und macht sich auf den Weg nach Bratislava in der Slowakei.
Lale macht sich schließlich ebenfalls auf den Weg nach Bratislava, um Gita zu finden, da er weiß, dass viele slowakische Gefangene dorthin geschickt werden. Er wartet zwei Wochen an einem Bahnhof und entdeckt sie dann auf einer Straße. Die beiden knien nieder und sagen sich, dass sie sich lieben. Lale fragt, ob Gita ihn heiraten wird, und sie stimmt zu.

## Genre und Stil
Der Tätowierer von Auschwitz passt in das Genre der Holocaust-Fiction. Morris schreibt in einfachen, kurzen Sätzen aus der Sicht der dritten Person, wobei Lale der allwissende Erzähler und Protagonist der Geschichte ist.
Laut Steve Walker schweißt Morris „die historischen Ereignisse – und echte Menschen – an einen fiktiven Rahmen.“
Der Roman nutzt viele Elemente des romantischen Genres, insbesondere durch die Schlüsselhandlung der Liebesgeschichte von Lale und Gita.
Der Tätowierer von Auschwitz passt auch in das Genre der Biografie. Der Roman basiert auf Ereignissen im Leben des echten Lale Sokolov und stellt die Umstände dar, die Lale und andere Figuren in der Geschichte durchlebten.

## Fernsehanpassung
Claire Mundell, Creative Director von Synchronicity Films, sicherte sich die Rechte an der Tätowierer von Auschwitz, nachdem sie 2018 einen Vertrag mit Bonnier Books UK abgeschlossen hatte. Der Roman sollte in eine mehrteilige Fernsehserie umgewandelt werden, die im Januar 2020 veröffentlicht werden sollte. Seit September 2018 gab es jedoch keine weiteren Berichte darüber.
Im April 2023 gab Sky die Umsetzung als Dramaserie unter dem Titel The Tattooist of Auschwitz bekannt. Jonah Hauer-King und Harvey Keitel wurden für die Rolle des Lale Sokolov in unterschiedlichem Alter besetzt, Anna Próchniak für die Rolle der Gita Furman.

## Übersetzungen
Bis November 2018 wurde das Buch in 17 Sprachen übersetzt. Bis September 2019 wurden offizielle Übersetzungen des Buches in 47 Sprachen veröffentlicht. Eine dieser Übersetzungen ist ins Slowakische, welches Lales Muttersprache ist. Morris feierte die Veröffentlichung der slowakischen Version des Buches in Krompachy in der Ostslowakei, der Ort in dem Lale geboren wurde.

## Fortsetzungen
Heather Morris veröffentlichte zwei weitere Romane, die eng mit der Geschichte von Lale Sokolov verwoben sind. Am 3. August 2020 wurde das Buch „Das Mädchen aus dem Lager – Der lange Weg der Cecilia Klein“ veröffentlicht, welches die reale Geschichte einer Mitgefangenen (Cecilia Klein) erzählt, die mit Gita befreundet war. Cecilia ist Aufseherin des Todesblocks und wird aufgrund ihrer Schönheit von Hochrangigen SS-Offizieren des Öfteren zwangsprostituiert. Aufgrund dessen wird Cecilia nach der Befreiung von Auschwitz von den russischen Besatzungsmächten als Mittäterin angeklagt und über zehn Jahre in einem sibirischen Gulag inhaftiert.
Am 28. Juli 2022 wurde das Buch „Die drei Schwestern von Auschwitz“ veröffentlicht, die das reale Schicksal von drei Schwestern während des Holocaust im KZ Auschwitz und die den Weg nach, sowie das Einfinden in das neue Leben in Israel nach der Befreiung aus dem Konzentrationslager schildert. Auch die drei Schwestern kannten Lale und Gita persönlich.